# 端山豪
端山 豪（はやま ごう、1993年4月9日 - ）は、東京都出身の元サッカー選手。ポジションはミッドフィールダー。

## 来歴
東京ヴェルディの下部組織出身。ユースでは10番を背負うなど期待されたが、怪我などの影響もあり、トップチームに昇格することはかなわなかった。
東京都立成瀬高等学校卒業後は、慶應義塾大学総合政策学部へ進学。大学在学中の2013年7月、古巣の東京ヴェルディに特別指定選手として登録された。同月14日の第24節コンサドーレ札幌戦で途中出場し、Jリーグデビューを果たした。
2015年8月、当該シーズンのアルビレックス新潟への特別指定選手承認と次シーズンの同チームへの正式入団が発表された。
10月17日の松本山雅FC戦で、プロ入り初ゴールを決めた。
2018年8月に栃木SCへ期限付き移籍で加入した。
2019年よりFC町田ゼルビアへ完全移籍で加入した。2020年1月、退団が発表された。
2020年3月、NPL（オーストラリア2部相当）のシドニー・オリンピックFCに加入すると発表された。
2021年3月29日、自身のSNSにてプロサッカー選手引退を発表。その後は会社員として広告業界で働いているが、同年10月10日に東京都社会人サッカーリーグ2部の慶應BRB（慶應義塾体育会ソッカー部卒業生による社会人チーム）でサッカーを続けていることを明らかにした。

## 所属クラブ
ユース経歴
- 成瀬サッカークラブ（町田市立成瀬台小学校）
- 東京ヴェルディ1969ジュニア
- 東京ヴェルディ1969ジュニアユース（町田市立成瀬台中学校）
- 2009年 - 2011年 東京ヴェルディ1969ユース (東京都立成瀬高等学校)
- 2012年 - 2015年 慶應義塾大学
  - 2013年7月 - 同年8月 東京ヴェルディ1969 (特別指定選手)
  - 2015年8月 - 同年11月 アルビレックス新潟 (特別指定選手)

プロ経歴
- 2016年 - 2018年  アルビレックス新潟
  - 2018年8月 - 同年12月  栃木SC（期限付き移籍）
- 2019年  FC町田ゼルビア
- 2020年3月 - 同年8月  シドニー・オリンピックFC（英語版）

## 個人成績
| 国内大会個人成績 | 国内大会個人成績 | 国内大会個人成績 | 国内大会個人成績 | 国内大会個人成績 | 国内大会個人成績 | 国内大会個人成績 | 国内大会個人成績 | 国内大会個人成績 | 国内大会個人成績 | 国内大会個人成績 | 国内大会個人成績 |
| 年度             | クラブ           | 背番号           | リーグ           | リーグ戦         | リーグ戦         | リーグ杯         | リーグ杯         | オープン杯       | オープン杯       | 期間通算         | 期間通算         |
| 年度             | クラブ           | 背番号           | リーグ           | 出場             | 得点             | 出場             | 得点             | 出場             | 得点             | 出場             | 得点             |
| 日本             | 日本             | 日本             | 日本             | リーグ戦         | リーグ戦         | リーグ杯         | リーグ杯         | 天皇杯           | 天皇杯           | 期間通算         | 期間通算         |
| ---------------- | ---------------- | ---------------- | ---------------- | ---------------- | ---------------- | ---------------- | ---------------- | ---------------- | ---------------- | ---------------- | ---------------- |
| 2013             | 東京V            | 36               | J2               | 7                | 0                | -                | -                | -                | -                | 7                | 0                |
| 2015             | 新潟             | 37               | J1               | 8                | 1                | 3                | 0                | -                | -                | 11               | 1                |
| 2016             | 新潟             | 26               | J1               | 9                | 1                | 3                | 0                | 2                | 0                | 14               | 1                |
| 2017             | 新潟             | 20               | J1               | 5                | 0                | 6                | 0                | 2                | 0                | 13               | 0                |
| 2018             | 新潟             | 20               | J2               | 2                | 0                | 5                | 0                | 1                | 0                | 8                | 0                |
| 2018             | 栃木             | 20               | J2               | 5                | 1                | -                | -                | -                | -                | 5                | 1                |
| 2019             | 町田             | 7                | J2               | 4                | 0                | -                | -                | 1                | 0                | 5                | 0                |
| 通算             | 日本             | 日本             | J1               | 22               | 2                | 12               | 0                | 4                | 0                | 38               | 2                |
| 通算             | 日本             | 日本             | J2               | 18               | 1                | 5                | 0                | 2                | 0                | 25               | 1                |
| 総通算           | 総通算           | 総通算           | 総通算           | 40               | 3                | 17               | 0                | 6                | 0                | 63               | 3                |

- 2013年、2015年は特別指定選手
- Jリーグ初出場 - 2013年7月14日 J2第24節 コンサドーレ札幌戦 (味の素スタジアム)
- Jリーグ初得点 - 2015年10月17日 J1 2nd第14節 松本山雅FC戦（デンカビッグスワンスタジアム）

## 代表歴
- U-17日本代表
- U-18日本代表候補
- 全日本大学選抜
- ユニバーシアード日本代表